# Мзаб
32°29′14″ пн. ш. 03°40′53″ сх. д. / 32.48722° пн. ш. 3.68139° сх. д.
Мзаб (араб. مزاب) — долина в північній частині Сахари, приблизно в 500 км від Алжира. Адміністративно відноситься до провінції Гардая.
Долина заселена ще з давніх часів. В X столітті берберськими мусульманами-ібадитами були засновані п'ять ксурів — укріплених міст. Поселення до наших днів залишились практично незмінними, архітектура проста, але добре пристосована до умов регіону.
У 1982 році території площею близько 4 тис. га був присвоєний статус об'єкта Світової спадщини ЮНЕСКО.